# Tourterelle domestique

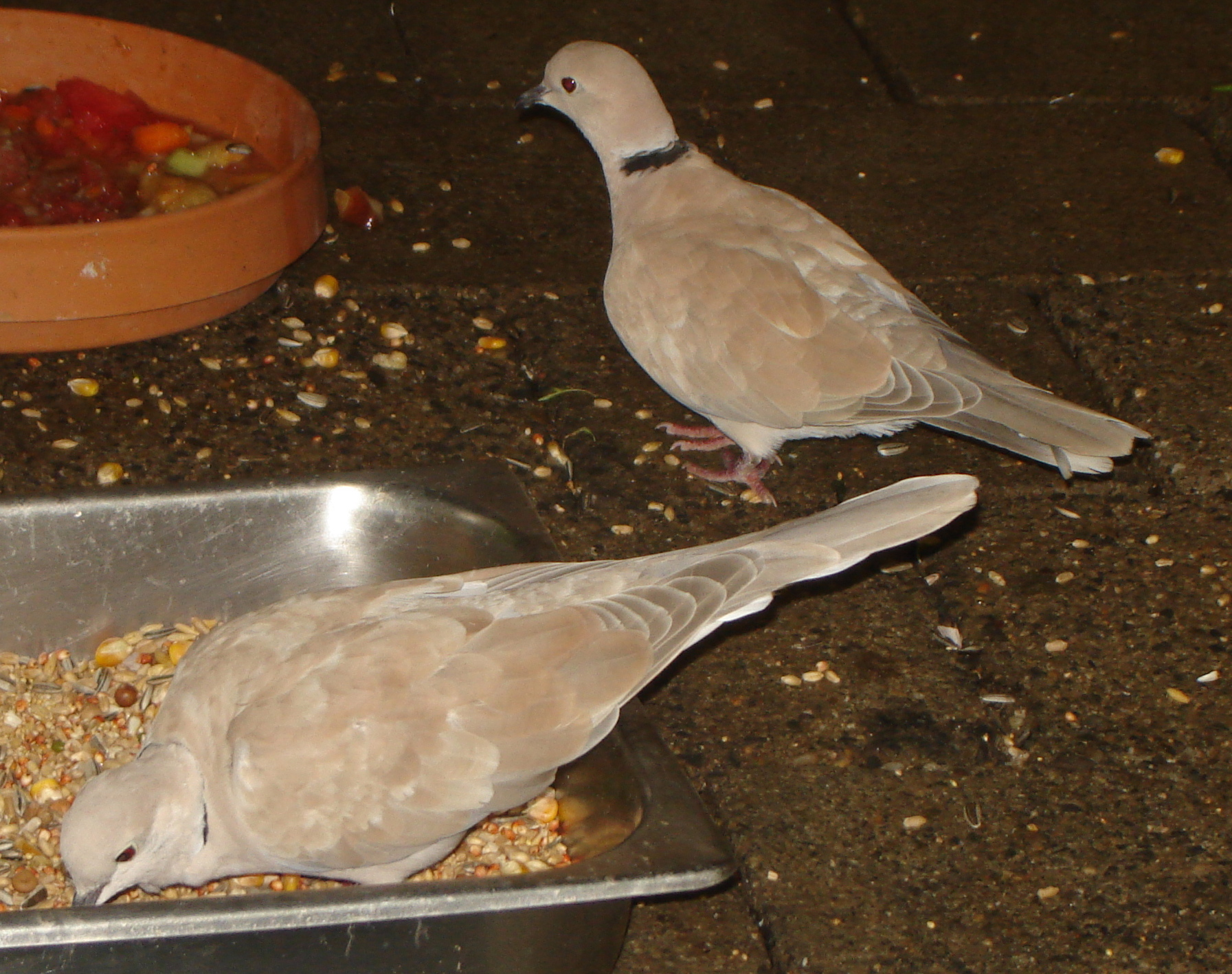
Deux tourterelles domestiques

La tourterelle domestique, parfois nommée Streptopelia roseogrisea var. domestica ou Streptopelia roseogrisea domestica, est un oiseau de la famille des Colombidés. Elle est principalement issue de la Tourterelle rieuse (Streptopelia roseogrisea), élevée en captivité. Il existe de nombreuses variétés d'élevage, notamment la variété blanche, couramment appelée colombe comme d'autres espèces d'oiseaux blancs de la même famille. Cet oiseau de volière est élevé comme animal de compagnie ou de laboratoire. On retrouve toutefois dans la nature des colonies éparses, retournées à la vie sauvage, susceptibles de s'hybrider avec les espèces proches locales.

## Description

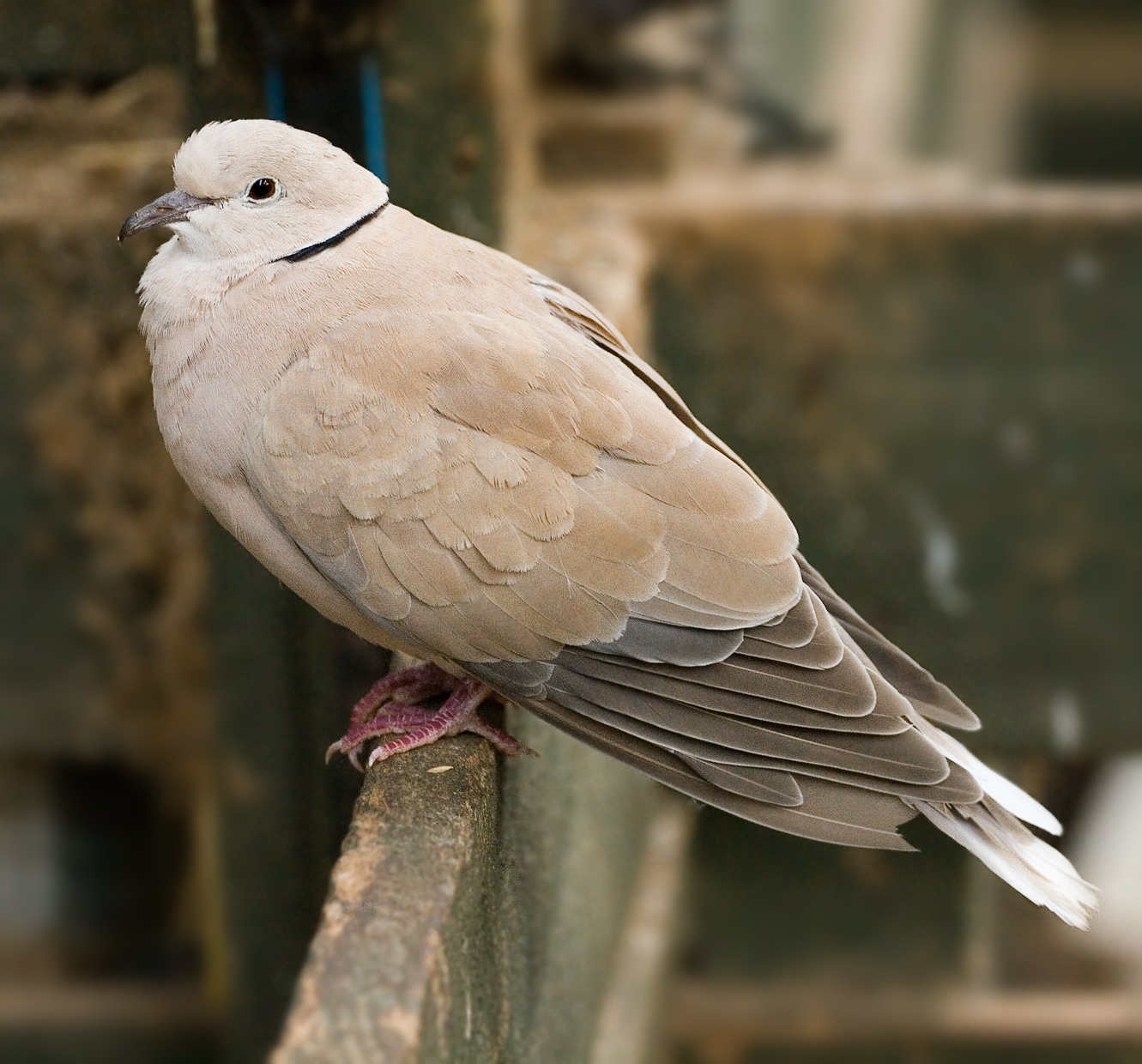
Tourterelle domestique férale

La tourterelle domestique est plus grosse, mais avec une queue plus courte, que la Tourterelle rieuse, l'espèce sauvage d'Afrique. Elle a conservé le demi collier noir de sa parente sauvage, mais son plumage a pris des couleurs variées au gré des mutations qui sont apparues et des sélections faites par les éleveurs.
Caractéristiques, :
- Longueur : 25 à 33 cm
- Poids : 120 à 212 g

La couleur de base est un gris-beige rosé, dit « gris tourterelle », dégradé de blanc sous le ventre, la gorge et en dessous de la queue. Elle a un demi anneau noir autour du cou. Les plumes des ailes sont gris clair, s'éclaircissant vers le bord des ailes. Les plumes sous la queue sont noires marquées de blanc. Les yeux sont rouge rubis. Le bec noir violacé et une bordure argentée. Les pattes sont pourpres,.
Les jeunes individus sont plus pâles que les adultes, comme chez la Tourterelle rieuse africaine,.
Il ne faut pas la confondre non plus avec une espèce sauvage eurasienne fréquente et avec laquelle les individus échappées d'élevages sont susceptibles de s'hybrider : la Tourterelle turque (Streptopelia decaocto), génétiquement très proche, mais dont le chant est différent.

### Forme blanche

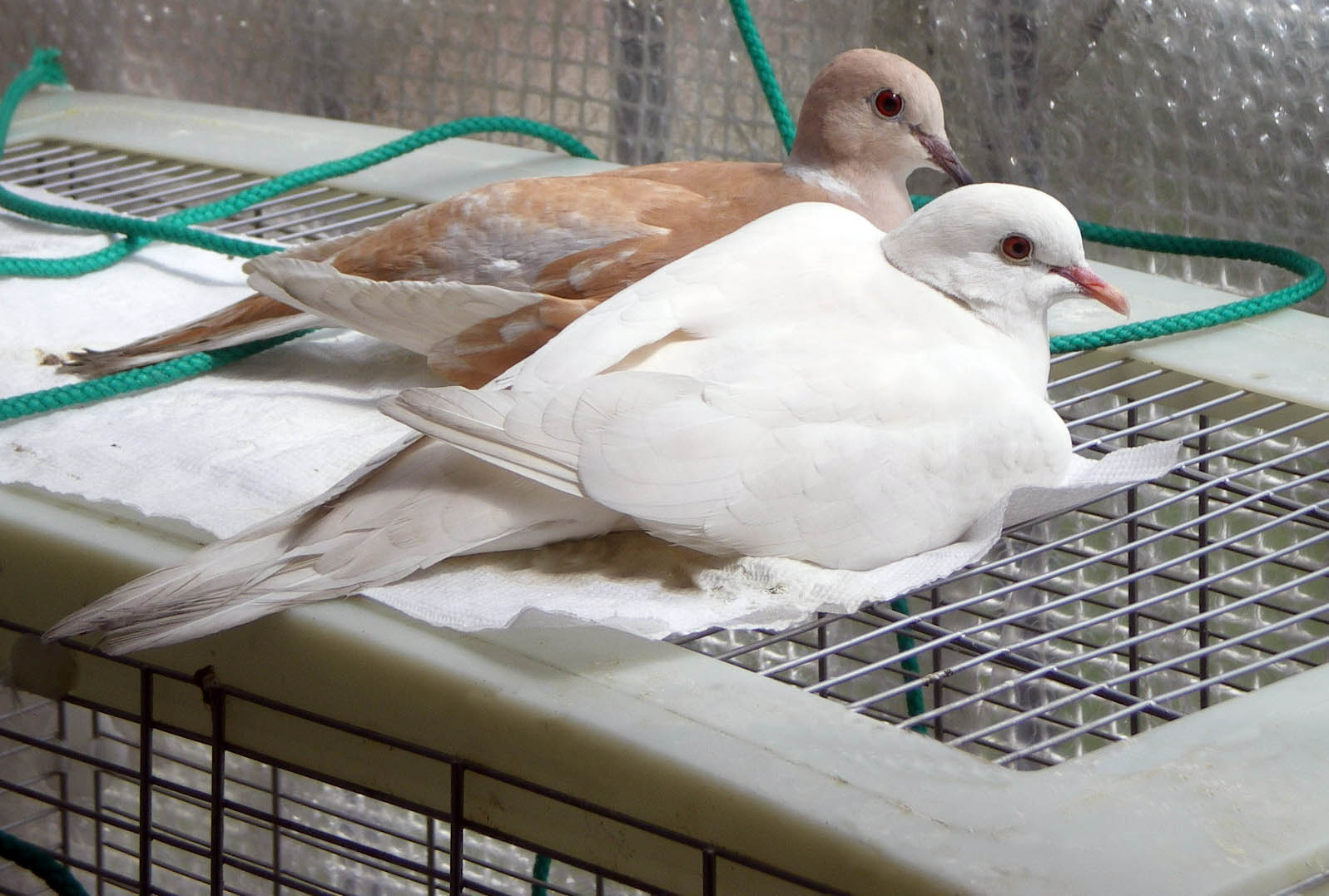
variétés sans collier noir, beige ou blanche

La variété blanche est souvent confondue avec la vraie colombe blanche, qui est à l'origine plutôt un pigeon biset albinos. Le caractère « blanc » étant inscrit dans les gènes de la plupart des tourterelles, des poussins blancs peuvent donc naître de parents au plumage commun. Ces oiseaux vivant en grande partie dans les pays chauds, la nature a fait en sorte que les plumes deviennent blanches (perte des pigments par leucistisme) afin de repousser la chaleur, par réflexion, alors que la couleur noire absorbe la chaleur.

### Forme soyeuse

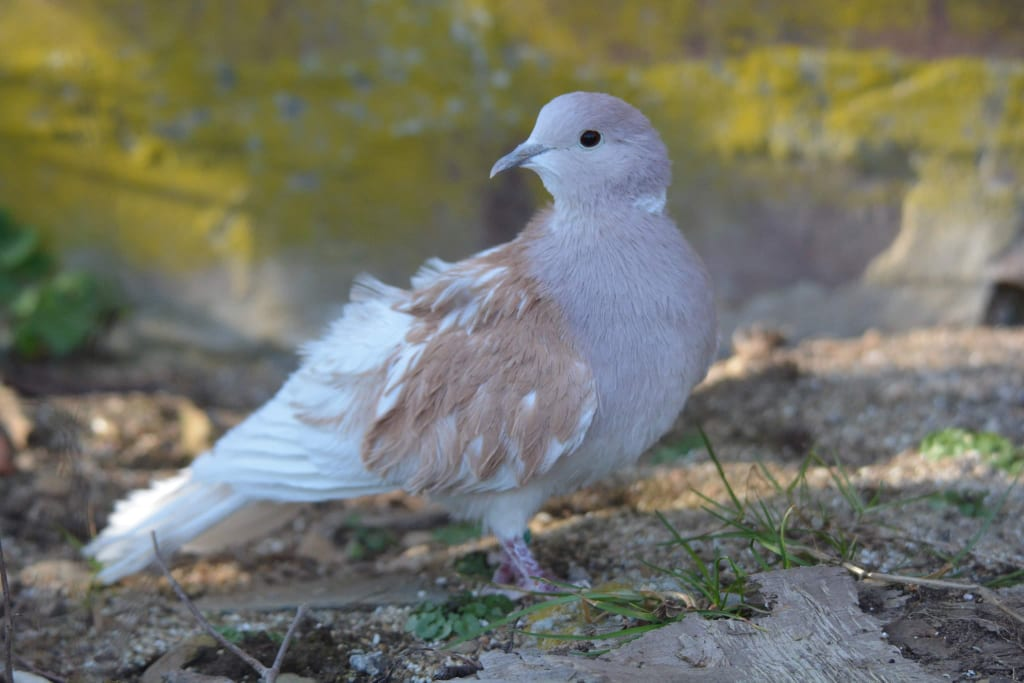
Tourterelle domestique soyeuse (avec autres mutations de couleur)

Une mutation entraînant une modification de la structure des plumes est à l'origine des tourterelles soyeuses. Cette mutation provoque la disparition des crochets des barbules, qui habituellement, maintiennent le plumage serré et lisse. Une soyeuse a donc les plumes relativement ébouriffées, douces au toucher. En observant les plumes de près, elles semblent effilochées, comme des arêtes de poisson. Cette mutation altère fortement la capacité de vol de l'oiseau, elles peuvent, au prix de grands efforts, parcourir quelques mètres en vol si elles y sont forcées. D'elles-mêmes, elles volent assez peu et se déplacent au sol ou le long des perchoirs qu'elles ont à disposition.

## Comportement
Les tourterelles des deux sexes communiquent par différents sons associés en particulier aux parades amoureuses. Aux sons s'ajoutent divers mouvements d'ailes et des courbettes.
Même après des générations de vie en captivité une tourterelle se figera sur place si une ombre dans le ciel lui fait craindre la présence d'un oiseau de proie.
Les tourterelles apprécient les bains dans une eau peu profonde, elles s'aspergent à l'aide du bec et des ailes, puis restent ensuite parfois, une aile étalée, quelques instants le corps en équilibre.

### Reproduction
La ponte produit 2 œufs, la couvaison dure 15 jours pour une longévité de 14 ans,.

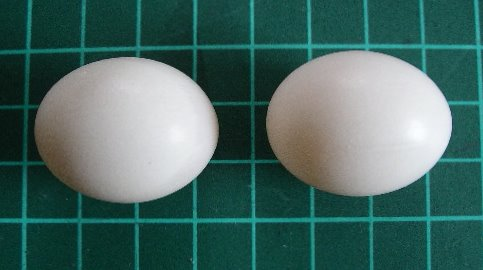
Œufs de Streptopelia risoria.

Le couple de tourterelles fait un nid avec des brindilles grossièrement entassées. Le mâle et la femelle se relaient ensuite pour couver une ponte en général de deux œufs. En captivité les femelles s'entraident quand les mâles font défaut et une femelle peut même accepter d'adopter des oisillons et de les nourrir ensuite comme les vrais parents, en régurgitant un liquide prédigéré. 
On utilise cette prédisposition pour faire élever aux tourterelles domestiques des petits  de tourterelles d'espèces différentes, comme de tourterelles tristes (Zenaida macroura).

### Chant
La tourterelle domestique a une série de différents cris d'appel. Le chant de la femelle est généralement plus doux avec plus de trilles et roucoulades. Le cri d'avertissement bien connu fait « Cou Crrrrrou » ou « Cou courrrrou-oua », il est aussi utilisé en roucoulement sur le nid. D'autres cris, que l'on pourrait comparer à un « rire », sont réservés aux salutations ou aux moments d'excitation.
Ce chant est différent de celui de la Tourterelle turque qui répète six fois de suite les trois syllabes plaintives suivantes : « koo-kooh-ku », soit 6x3=18 syllabes qui sont à l'origine de son épithète spécifique decaocto (deca=dix et octo=huit).
Le roucoulement de la tourterelle est créé par les muscles qui font vibrer l'air envoyé vers le haut des poumons. Ces muscles appartiennent à la classe connue la plus rapide des muscles d'animaux vertébrés, contractant pas moins de dix fois plus rapidement que l'utilisation des muscles pour courir. Cette classe des muscles est habituellement trouvée chez des animaux comme le serpent à sonnettes, sur sa queue. La tourterelle est le premier genre d'oiseau chez lequel cette classe de muscle est avéré.

### Alimentation
La tourterelle domestique consomme une variété de graines : millet rouge et blanc, brisures de maïs, blé, chanvre, etc. Elle se nourrit en picorant le sol autant qu'en becquetant les plantes basses, sans prendre la peine de décortiquer les graines. 

### Habitat
Streptopelia risoria ne se trouve, en théorie, qu'en captivité.
La tourterelle est un animal de volière d'intérieur ou d'extérieur bien qu'elle puisse aussi vivre dans une grande cage. L'espace minimum requis est d'un mètre cube par individu pour pouvoir s'exercer les ailes.
Il existe toutefois dans la nature des colonies éparses, issues d'individus échappés d'élevages qui se sont adaptés à la vie sauvage, par marronnage. On peut donc parfois la trouver dans les jardins. 

## Classification de l'espèce
Pour un article plus général, voir Tourterelle rieuse.
La tourterelle domestique a un statut taxinomique au sein des Columbidae encore discuté.
Son statut d'espèce propre est donc douteux, mais il est préférable de la considérer séparément de l'espèce dont elle descend, la Tourterelle rieuse (Streptopelia roseogrisea), d'autant plus que ces tourterelles d'élevage sont la plupart du temps plus ou moins hybridées avec la Tourterelle turque.
En 2008, le Code international de nomenclature zoologique (ICZN) a rejeté l'utilisation du synonyme junior Streptopelia roseogrisea (Sundevall, 1857) pour désigner la Tourterelle rieuse, et a maintenu et validé Streptopelia risoria (Linnaeus, 1758), une description antérieure de formes domestiquées (dont la tourterelle domestique). Toutefois, il n'existe pas de consensus, car la description originale de 1758 (sous le nom de Columba risoria) est compliquée par des références à des individus d'autres espèces du genre Streptopelia. Il existe donc plusieurs autorité taxinomique qui désignent cette espèce sous le nom de Streptopelia roseogrisea (Congrès ornithologique international, HBW 4, Clements).
Elle est aussi parfois considérée comme étant une variété : Streptopelia roseogrisea var. domestica, ou bien une sous-espèce : Streptopelia roseogrisea domestica.

## L'espèce et l'homme

### Histoire de sa domestication
La tourterelle a été domestiquée il y a 2 000 à 3 000 ans. Elle est facile à élever, sa longévité atteint 12 ans et elle est appréciée pour sa nature douce[réf. nécessaire]. Certaines atteignent l'âge de 30 ans en captivité.
L'espèce trouve son origine dans les savanes et des forêts sèches d'Afrique mais les individus d'élevage proviennent de l'archipel des Pescadores, situé au large de la côte ouest de Taïwan. Elles sont tout d'abord élevées en captivité dans les Caraïbes,.
Échappés des élevages des Caraïbes, certains individus ont formé des populations éparses aux États-Unis, en Californie et en Floride, d'autres dans l'Illinois.   
Les éleveurs amateurs de tourterelles ont créé une grande variété de coloris (orange, ivoire, isabelle, mauve, violine, grise, phaéo et même panachée) ; leur nombre a augmenté considérablement dans la dernière moitié du vingtième siècle, peut-être avec des croisements avec les espèces sauvages.

### Aspects économiques
La tourterelle domestique est élevée en captivité depuis très longtemps. C'est un animal facilement apprivoisé, apprécié des aviculteurs. Elle est utilisée par l'homme comme animal de compagnie ou comme animal de laboratoire.

### Statut
La tourterelle domestique, comme la Tourterelle rieuse, n'est pas une espèce protégée.
Les variétés d'élevage sont considérées comme étant des animaux domestiques en droit français.